# 寧成
宁成（?—?），南陽郡穣人，西汉初期大臣。汉景帝时，为济南都尉、迁中尉，执法严厉，被宗室豪强所畏惧。汉武帝时，为内史，因罪入狱。后来逃回家，置家产一千顷，劳役平民数千家。后为关都尉。
| 前任： 不害 | 西汉中尉 前144年—前140年 | 繼任： 郭广意 张欧 |

## 延伸阅读
[在维基数据编辑]
 《史記/卷122》，出自司馬遷《史記》
 《漢書·卷090》，出自班固《漢書》